# Юрашек, Павел
Павел Юрашек (пол. Paweł Juraszek; род. 8 октября 1994 года, Тель-Авив, Израиль) — польский пловец, специализирующийся в плавании вольным стилем. Бронзовый призёр чемпионата Европы на короткой воде (2017) и чемпионата Европы на короткой воде (2019) года, чемпион Польши на дистанции 50 метров (2019).

## Карьера
В мае 2016 года завоевал первую медаль на чемпионате Польши, в результате чего отобрался на Олимпиаду 2016. На Олимпиаде 2016 выступил на дистанции 50 метров, занял в предварительных заплывах 35 место с результатом 22,50.
На чемпионате Польши в Люблине установил национальный рекорд на дистанции 50 метров вольным стилем.
На чемпионате мира по водным видам спорта в Будапеште вышел в финал, где занял 5 место.